# 新字源
『新字源』（しんじげん）は、角川書店から出版されている漢和辞典。1968年初版刊行。小型辞典。漢文学習の定番辞書の一つとして知られている。累計570万部を記録している。

## 概要
1968年、初版出版。小川環樹・西田太一郎・赤塚忠共編。親字1万0000、熟語6万0000を収録する。
2017年に全面改訂され、主な編者は阿辻哲次・釜谷武志・木津祐子で、師にあたる上記の編集を引き継ぎつつ、親字1万3500、熟語10万5000を収録する。
改訂新版は電子書籍化もされ、iOS用「辞書 by 物書堂」向けコンテンツ、ロゴヴィスタ電子辞典としてWindows版・Android版がある。